# Motorsport i Grekland
Grekland är arrangörsland för Akropolisrallyt, vilket är ett av världens mest klassiska rallyn, men i övrigt är landet en vit fläck på motorsportens karta.

## Verksamhet

### Akropolisrallyt

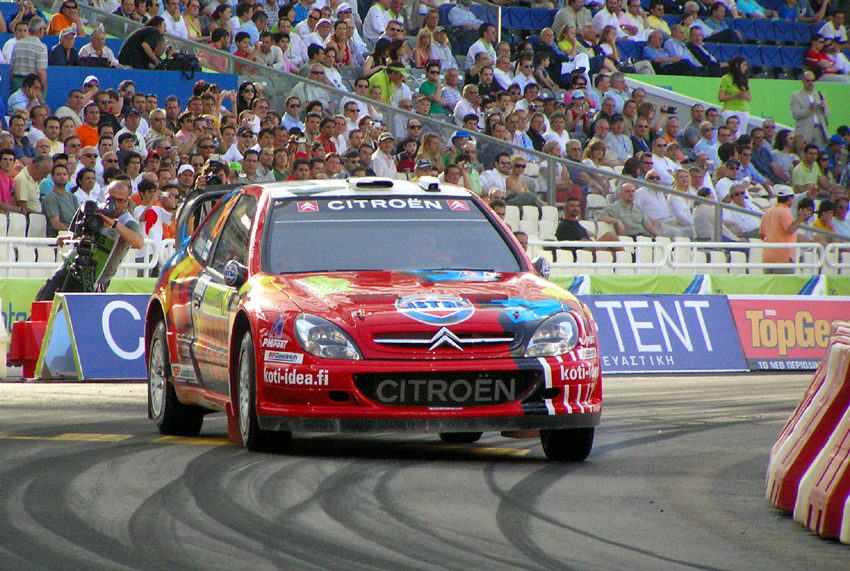
Toni Gardemeister i sin Citroën Xsara i Akropolisrallyt 2006.

Akropolisrallyt kördes första gången 1951, och snart började tävlingen locka internationella förare, och blev sedermera en del av Rally-VM, när det startades 1973. Tävlingen hålls på ojämna grusvägar utanför Aten, och det är oerhört tufft att hålla sig borta ifrån de stora stenarna som kantar vägbanan. I och med att bilarna blivit mer pålitliga och motståndskraftiga mot tuffa underlag med åren så är inte det samma utmaning som förut. 
Colin McRae var känd för att ha en brutal körstil, men på något sätt lyckades han vinna det grekiska rallyt som krävde varsamhet hela fem gånger. Under 2000-talets första decennium var det Ford som dominerade tävlingen med sju segrar under de tio första åren.
Publikintresset för Akropolisrallyt är stort och ofta har sträckor tvingats ställas in efter att åskådare helt enkelt varit i vägen och skapat kaos på grund av att de varit för många.

### Banracing
I jämförelse med Greklands historia som rallyarrangör så är intresset för racing på bana mycket lågt jämfört med i övriga Europa. Grekiska förare har aldrig varit särskilt framgångsrika, och bara tyskfödda Alexandros Margaritis har över huvud taget gjort sig ett namn internationellt, med vissa bra insatser i DTM. Grekland har aldrig arrangerat någon internationell racing, men har haft vissa banor för nationella tävlingar. Kring grannlandet Turkiets intåg som formel 1-arrangör spekulerades det i att Grekland skulle bygga en formel 1-bana även dem, och en nedlagd flygplats utanför Aten nämndes som bana, men projektet rann ut i sanden.